# Amurosaurus
Amurosaurus („ještěr od řeky Amur“) byl rod velkého hadrosauridního dinosaura, který žil asi před 66 miliony let (v období nejsvrchnější křídy) na území Dálného Východu Ruska (Amurská oblast). Hadrosaurid Sahaliyania elunchunorum může být ve skutečnosti juvenilním stadiem tohoto hadrosaurida.

## Objev a popis
Zkameněliny tohoto velkého býložravce byly objeveny v rozsáhlém lůžku kostí v roce 1984 a formálně popsány byly v roce 1991. Dnes je Amurosaurus zatím nejlépe prozkoumaným dinosaurem, objeveným na území Ruska. Typovým druhem je A. riabinini. Tento hadrosaurid byl blízce příbuzný rodům Sahaliyania, Saurolophus a Parasaurolophus, žil navíc vedle dalšího velkého hadrosaurida rodu Kerberosaurus. V dospělosti byl dlouhý kolem 8 metrů a vážil až 3 tuny, patřil však spíše k menším zástupcům skupiny.

## Patologie
V roce 2022 byl publikován popis patologického nálezu na loketní kosti (ulně) amurosaura. Jednalo se o oblast druhotného nárůstu kostní hmoty po těžkém úrazu (poškození postranní části kosti). Autoři popisné studie se domnívají, že původce kosti trpěl při chůzi značnou bolestí a možná kráčel pouze o třech. Toto zranění mohl zmíněný jedinec amurosaura utrpět například při uklouznutí během páření.

## V populární kultuře
Amurosaurus je v místě svého objevu populárním dinosaurem a jeho kostra je vystavena v místním paleontologickém muzeu. Tito hadrosauridi byli patrně loveni velkými tyranosauridními teropody, blízce příbuznými populárnímu severoamerickému druhu Tyrannosaurus rex. Jejich fosilní zuby a jiné části kostry byly objeveny ve stejných sedimentech.